# 電擊穿

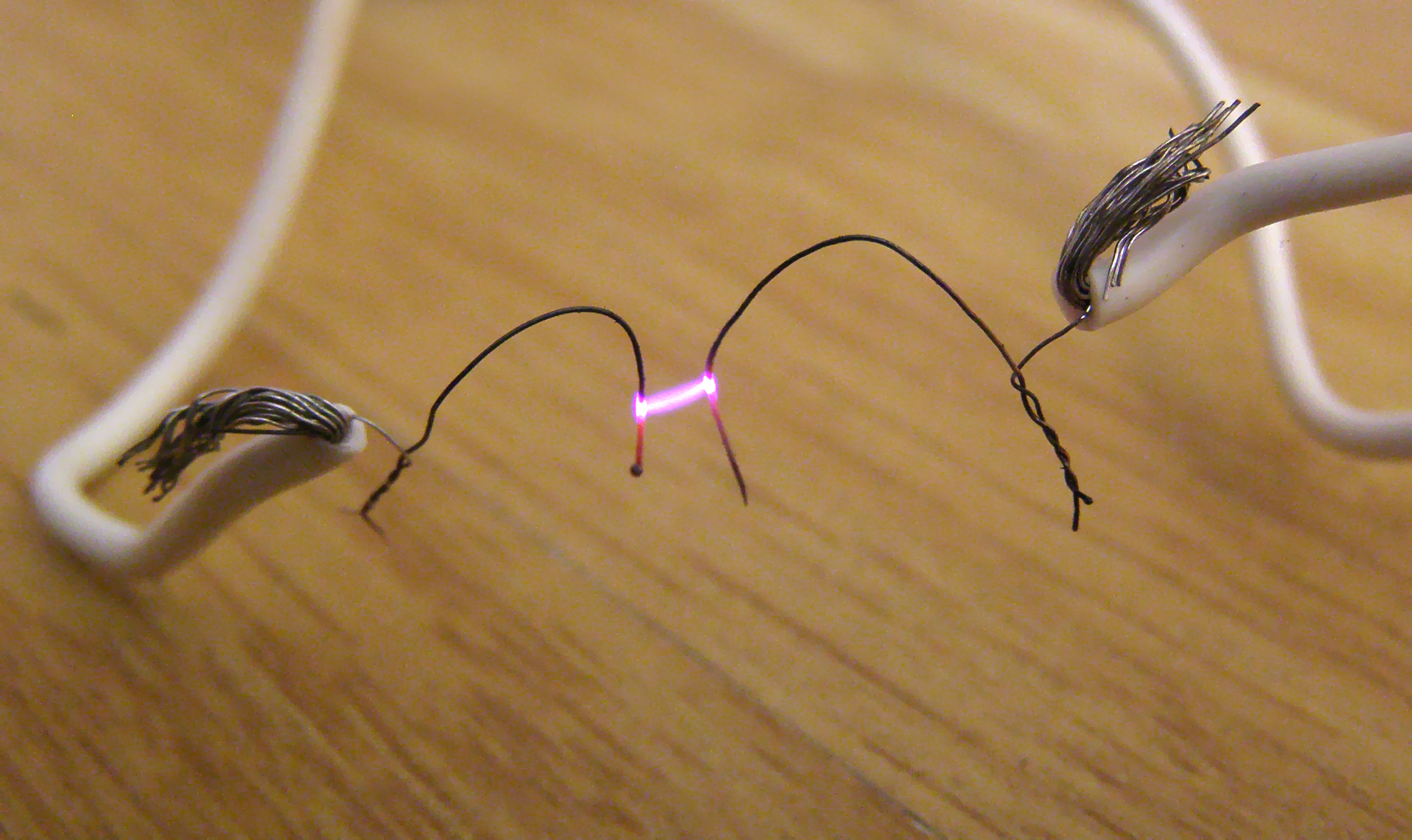
電線之間產生的電弧。圖中的現象是由於電線之間存在600V的電壓，這時周遭的空气发生電擊穿而持续成為等离子体，使得电流能夠通过。

電擊穿或是电致击穿，指的是當加在某一絕緣介質上的電壓高於過一定程度（擊穿電壓）後，這時絕緣介質會發生突崩潰而使其電阻迅速下降，繼而使得一部分絕緣介質變為導體。
電擊穿需要有足够的電壓，可以只在瞬間存在，例如靜電放電；也可能持續一段時間，例如在配電電路中發生的電弧現象等。在有效的擊穿電壓下，電擊穿現象可以發生在固體、流體、氣體或者真空等不同的介質中。但是有些介質則比較特殊，例如介電質，其束縛電荷不會流過介電質，只會從原本位置移動微小距離，從而產生極化。电擊穿后，P-N結消失，但只要停止通電，P-N結會自動恢復，电擊穿的終點是熱擊穿，熱擊穿則無法恢復，半導體即被損壞。3KV/mm是空氣的絕緣度，超過3KV以上空氣的絕緣就會被打穿。

## 電擊穿後的放電現象
- 靜電放電
- 電暈放電
- 電弧放電
- 發光放電